# Grand prix Guy Lazorthes
Le Grand prix Guy Lazorthes est un prix scientifique décerné par l'Académie des sciences.
Créé en 2015, d'un montant de 15 000 €  ce prix triennal est destiné à récompenser un scientifique, sans condition de nationalité, qui travaille dans un laboratoire français, pour des travaux remarquables dans le domaine de l’innovation biologique et médicale.

## Lauréats
- 2022  : Jean-Emmanuel Sarry, directeur de recherche Inserm (CRCT - Inserm/CNRS/Université Toulouse III-Paul Sabatier).
- 2019  : Nathalie Cartier, directrice de recherche Inserm à l’Institut du cerveau et de la moëlle épinière (ICM) à Paris.
- 2016  : Marie Dutreix, directrice de recherche au CNRS, Institut Curie.